# Dysk (przyrząd sportowy)

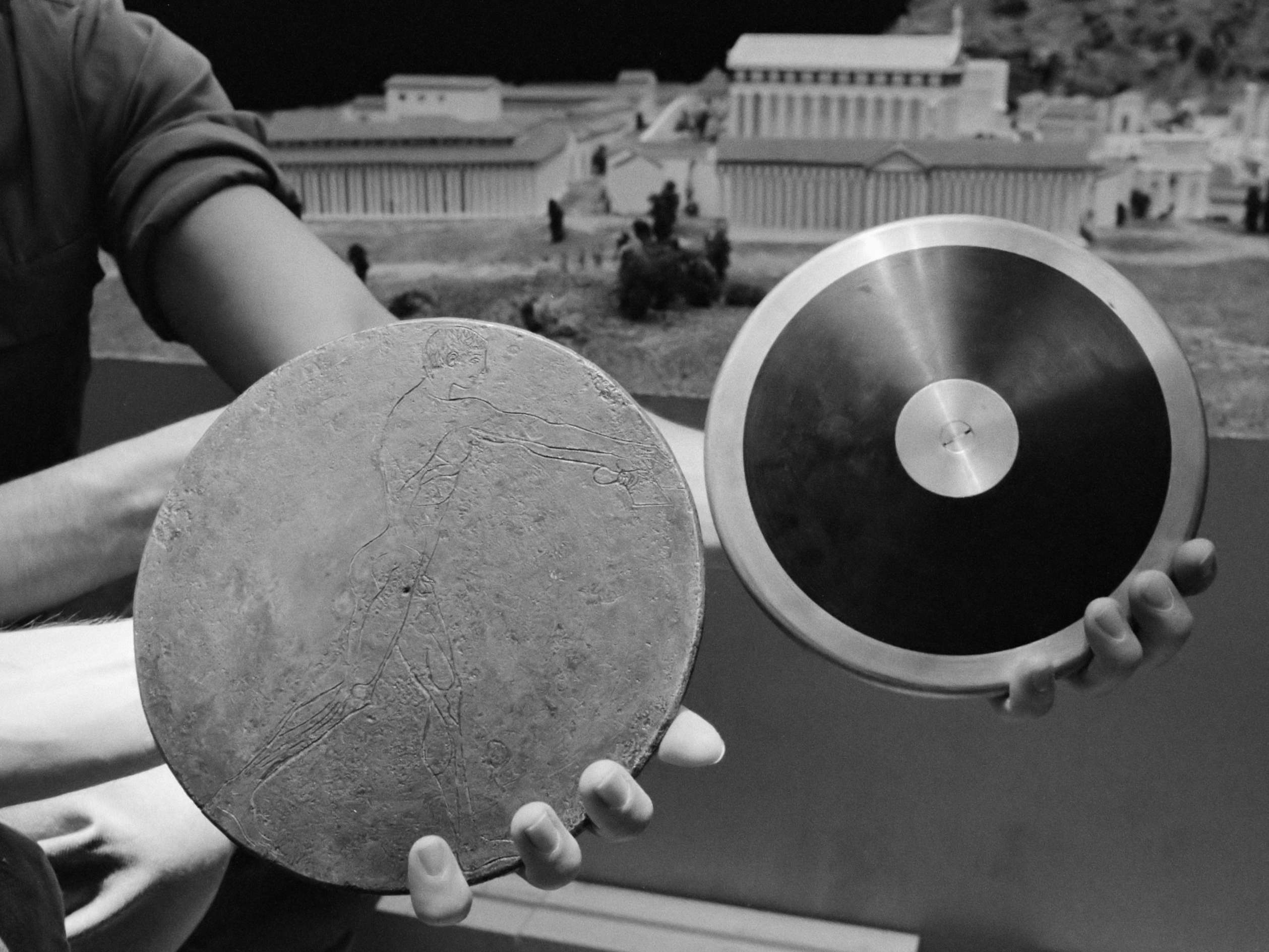
Dysk antyczny i współczesny (1988)

Dysk – sprzęt lekkoatletyczny używany podczas rzutu dyskiem. 
Dysk składa się z drewnianej tarczy otoczonej metalowym pierścieniem. Sprzęt ma średnicę od 219 do 221 milimetrów dla mężczyzn i 180 do 182 milimetrów dla kobiet. Podczas zawodów kobiety i młodzicy (do 15 lat) używają sprzętu o wadze 1 kilograma, juniorzy młodsi (w wieku 16 i 17 lat) korzystają z dysku 1,5 kilogramowego, juniorzy (18 i 19 latkowie) rzucają dyskiem o ciężarze 1,75 kilograma, a dysk dla seniorów waży 2 kilogramy. 